# Leopold Löwe
Friedrich August Leopold Löwe (* 17. August 1777 in Schwedt/Oder; † 28. Oktober 1839 in Bromberg) war ein deutscher Theaterschauspieler, Sänger (Tenor), Komponist und Theaterdirektor.

## Leben
Friedrich August Leopold Löwe entstammte der Schauspielerfamilie Löwe. Seine Eltern Johann Carl Löwe (1730/31–1818) und Katharina Magdalena, geb. Ling (1745–1807) waren am Hoftheater des Markgrafen Friedrich Heinrich von Brandenburg-Schwedt tätig. Löwe war „ein echtes Kind der Bühne“. Schon 1781 trat er in Kinderrollen zusammen mit seinen Eltern auf. 1787/88 traten sie bei Gustav Friedrich Großmann in Hannover und Hildesheim auf, 1790 bei Carl Heinrich Butenop in Altona. In den 1790er Jahren war er zusammen mit seiner Schwester Dorothea Friederike Louise Amalie Löwe (* 4. November 1778 in Schwedt; † 12. August 1855 in Bromberg) bei Johann Carl Tilly engagiert. Eine weitere Schwester, die Schauspielerin Louise Wilhelmine Löwe, heiratete 1792 Friedrich Ludwig Schmidt. Die Ehe wurde 1794 wegen einer psychischen Erkrankung der Frau geschieden.
Mit der Tillyschen Truppe reiste die Familie von Braunschweig aus durch Norddeutschland und kam 1789 erstmals nach Lübeck. 1797 führte Leopold Löwe die von ihm komponierte Komische Oper Die Insel der Verführung mit Erfolg in Braunschweig und Lübeck auf. Nachdem das Theater Lübeck umgebaut war und erstmals von einer stehenden Truppe bespielt werden sollte, übernahm Leopold, „der noch sehr jugendliche, aber begabte und beliebte Schauspieler“ zusammen mit dem Advokaten Heinrich Christoph Samuel Niemeyer (1746–1804) als kaufmännischem Direktor 1799 die Leitung. Das Eröffnungsstück am 7. Oktober 1799 war August von Kotzebues Das Epigramm oder der Augenarzt., das erst im Jahr zuvor in Berlin uraufgeführt worden war. Die ersten Jahre des neuen Theaters waren sehr erfolgreich und galten auch später noch als „die Glanzperiode des hiesigen Theaters“. Nach der Schlacht von Lübeck 1806 jedoch brachte die Lübecker Franzosenzeit das Theaterleben bald zum Erliegen. Im Mai 1809 gab Löwe die Leitung auf. Im September 1809 brachte er noch einmal eine Saison auf die Bühne, in der es auch ein Gastspiel August Wilhelm Ifflands in Friedrich Schillers Wilhelm Tell gab. Doch am 8. März 1810 musste Löwe erneut aufgeben.
Löwe widmete sich dem Musikunterricht und war als Musikdirektor der Gesellschaft von Carl Becker tätig. Nach dem Ende der Franzosenzeit übernahm er vom Oktober 1814 bis Juli 1815 noch einmal die Leitung des Theaters. Im Dezember 1814 führte er die von ihm komponierte Kantate Das Friedensfest auf einen Text des Professors am Katharineum Heinrich Kunhardt auf. Doch durch die wirtschaftlichen Schwierigkeiten der Nachkriegszeit konnte er nicht an die Glanzzeit des Theaters vor 1806 anknüpfen.
Am 25. Juli 1815 nahm er seinen Abschied aus Lübeck und zog zu seinem Bruder, dem wohlhabenden Kaufmann und späteren Kommerzienrat Johann Carl Löwe († 1843) nach Bromberg. Hier lebte schon seine Schwester, die 1804 in Lübeck Karl August Ferdinand Richardi (1769–1822) geheiratet hatte und mit ihm 1811 nach Bromberg gekommen war, wo Richardi eine Tabakfabrik übernahm. Durch den Wohlstand seiner Familie „in eine sorgenfreie Lage versetzt“, konnte Löwe seinen musikalischen Neigungen nachgehen. Zusammen mit seinen Geschwistern prägte er das musikalische Leben der Stadt. Er stiftete den Musikverein Bromberg, dessen Vorsitzender er bis zu seinem Tod war, und organisierte Ende Juni 1837 ein großes Musikfest für die Provinz Posen mit einer Aufführung von Joseph Haydns Die Schöpfung. Er war auch als Ratsmitglied und Kirchenvorsteher aktiv. Von 1833 bis 1837 war er Stadtkämmerer von Bromberg.
Seit 1806 war er verheiratet mit der Lübecker Kaufmannstochter Johanna Wilhelmine, geb. Seyen.

## Werke
- Arien und Gesänge aus dem Singspiel: die Insel der Verführung. Braunschweig 1797 (Textbuch)
- Ouverture und Favorit Gesänge aus der Oper Die Insel der Verführung Im Clavier-Auszuge. Braunschweig: Musikalisches Magazin [ca. 1800]
- Prolog zur Einweihung des Schauspielhauses zu Lübeck. (1798) Autographe Partitur RISM ID: 464122107 Digitalisat
- Das Friedensfest. Cantate von Professor Kuhnhard, in Musik gesetzt von Leopold Löwe. 1814

Digitalisat, Stadtbibliothek Lübeck